# Ewa Danowska
Ewa Lidia Danowska (ur. 12 lutego 1962 w Radłowie) – polska historyk, długoletnia pracownik Biblioteki Naukowej PAU i PAN w Krakowie.

## Życiorys
W 1986 ukończyła studia z zakresu historii w Wyższej Szkole Pedagogicznej w Krakowie; jej praca magisterska dotyczyła postaci Tadeusza Czackiego. Rozprawę doktorską pt. Komisja Skarbu Koronnego 1764–1794. Komisarze jako elita władzy wykonawczej, której promotorem była Alicja Falniowska-Gradowska, obroniła w 1995 na macierzystej uczelni. Stopień naukowy doktora habilitowanego uzyskała w 2008 na Akademii Pedagogicznej im. Komisji Edukacji Narodowej w Krakowie w oparciu o rozprawę Tadeusz Czacki 1765–1813. Na pograniczu epok i ziem.
W latach 1986–1989 była zatrudniona w Archiwum Państwowym w Krakowie. W 1989 podjęła pracę w Bibliotece Naukowej Polskiej Akademii Umiejętności i Polskiej Akademii Nauk, początkowo w dziale opracowania druków, następnie w katalogu systematycznym, a od 1998 w dziale rękopisów. Weszła w skład rady naukowej biblioteki, w 2002 została członkiem komitetu redakcyjnego „Rocznika Biblioteki Naukowej PAU i PAN”. Podjęła również pracę w Instytucie Dziennikarstwa i Informacji na Wydziale Humanistycznym Uniwersytetu Jana Kochanowskiego w Kielcach.
W 2006 została członkiem Polskiego Towarzystwa Badań nad Wiekiem Osiemnastym. Specjalizuje się w biografistyce, edytorstwie źródeł oraz historii Polski XVIII w., w szczególności społecznej i gospodarczej.

## Wybrane publikacje
- Tadeusz Czacki 1765–1813. Na pograniczu epok i ziem, Kraków 2006
- Dług śmiertelności wypłacić potrzeba. Wybór testamentów mieszczan krakowskich z XVII–XVIII wieku, oprac. E. Danowska, Kraków 2011

Uczestniczyła również w opracowaniu katalogów rękopisów Biblioteki Naukowej PAU i PAN (sygnatury: 4887–5587, 6551–6880, 7281–7780, 11500–11970).